# ليديا شويتزر
ليديا شويتزر روسيللو (1907 - 1994)، هي كاتبة فرنسية ذات الأصل الروسي. ولدت في موسكو عام 1907، وانتقلت للإقامة في باريس عام 1914، وقدمت في الخمسينات من القرن العشرين عدة أعمال أبرزها روايتا: «المسافرون» و «قطعة القماش الجميلة» ، ثم وجهت جهودها لترجمة الأعمال الأدبية الروسية إلى اللغة الفرنسية. ومن أهمها ترجمة أعمال الكاتبة الروسية الشهيرة نينا بيربيروفا.

## وفاتها
توفيت عام 1994 في باريس عن عمر يناهز 87 عاما.